# Geografía de Osetia del Sur

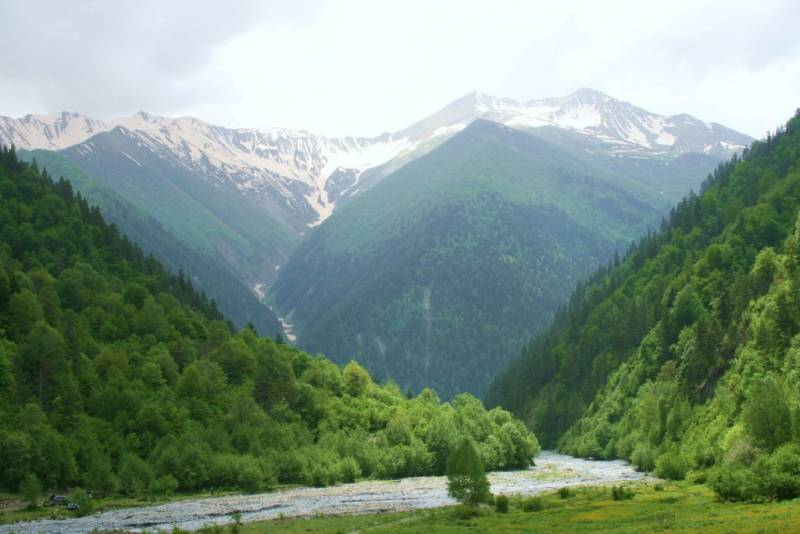
Paisaje de Osetia del Sur

Osetia del Sur posee un territorio pequeño, rodeado por Rusia y por Georgia. La mayoría de los países la consideran como una región autónoma de Georgia, aunque Rusia, Nicaragua, Nauru y Venezuela sí reconocen su independencia.
Osetia del Sur tiene una superficie de aproximadamente 3900 km² ubicada en el lado sur del Cáucaso, separada por montañas de los más poblados de Osetia del Norte (hoy parte de Rusia) y que se extienden hacia el sur casi hasta el río Mtkvari/Kurá en Georgia. Es muy montañosa, con la mayor parte de la región estando a más de 1000 m  sobre nivel del mar y siendo su punto más alto el monte Khalatsa, a 3938 m s. n. m.. Su economía es fundamentalmente agrícola, aunque menos del 10% de la superficie terrestre de Osetia del Sur se cultiva. Cereales, frutas y vides son los productos principales. La silvicultura y las industrias relacionadas con la ganadería también prosperan. Una serie de instalaciones industriales existen, sobre todo alrededor de la capital, Tsjinvali.
El mayor lago de la república es el Kelistba situado en la meseta volcánica Kelskom a una altitud de 2921 m. El clima de Osetia del Sur está influenciado por diferentes factores, pero sobre todo por la influencia del terreno alpino. Osetia del Sur está protegida por el norte de los vientos fríos gracias a la cadena Principal del Cáucaso, de modo que aquí, incluso a gran altura es más cálido que otras partes del Cáucaso .